# Chantal Strasser
Pour les articles homonymes, voir Strasser.
Chantal Strasser, née le 21 mars 1978 à Zurich, est une nageuse suisse.

## Carrière
Elle dispute les Jeux olympiques d'été de 1996, les Jeux olympiques d'été de 2000 et les Jeux olympiques d'été de 2004. 
Aux Championnats d'Europe de natation en petit bassin 1996, elle est médaillée de bronze du 400 mètres nage libre.
Elle obtient une médaille d'or sur 800 mètres nage libre aux Championnats d'Europe de natation en petit bassin 2000. Aux Championnats d'Europe de natation 2000, elle est médaillée d'argent du 800 mètres nage libre.
En 2004, elle annonce son retrait de la compétition.